# NGC 7068
NGC 7068 (również PGC 66765) – galaktyka spiralna (S?), znajdująca się w gwiazdozbiorze Pegaza. Odkrył ją Albert Marth 7 listopada 1863 roku.
W galaktyce tej zaobserwowano supernową SN 2013ei.